# Lapeirousia bainesii
Lapeirousia bainesii är en irisväxtart som beskrevs av John Gilbert Baker. Lapeirousia bainesii ingår i släktet Lapeirousia och familjen irisväxter. Inga underarter finns listade i Catalogue of Life.